# Чусовская улица (Москва)
Чусовска́я у́лица — улица, расположенная в Восточном административном округе города Москвы на территории района Гольяново.

## История
Улица получила своё название 9 августа 1965 года по реке Чусовая, притоку реки Кама, в связи с расположением на востоке Москвы.

## Расположение
Чусовская улица, являясь продолжением 13-й Парковой улицы, проходит от Щёлковского шоссе на север до Байкальской улицы. Нумерация домов начинается от Щёлковского шоссе.

## Примечательные здания и сооружения
По нечётной стороне:

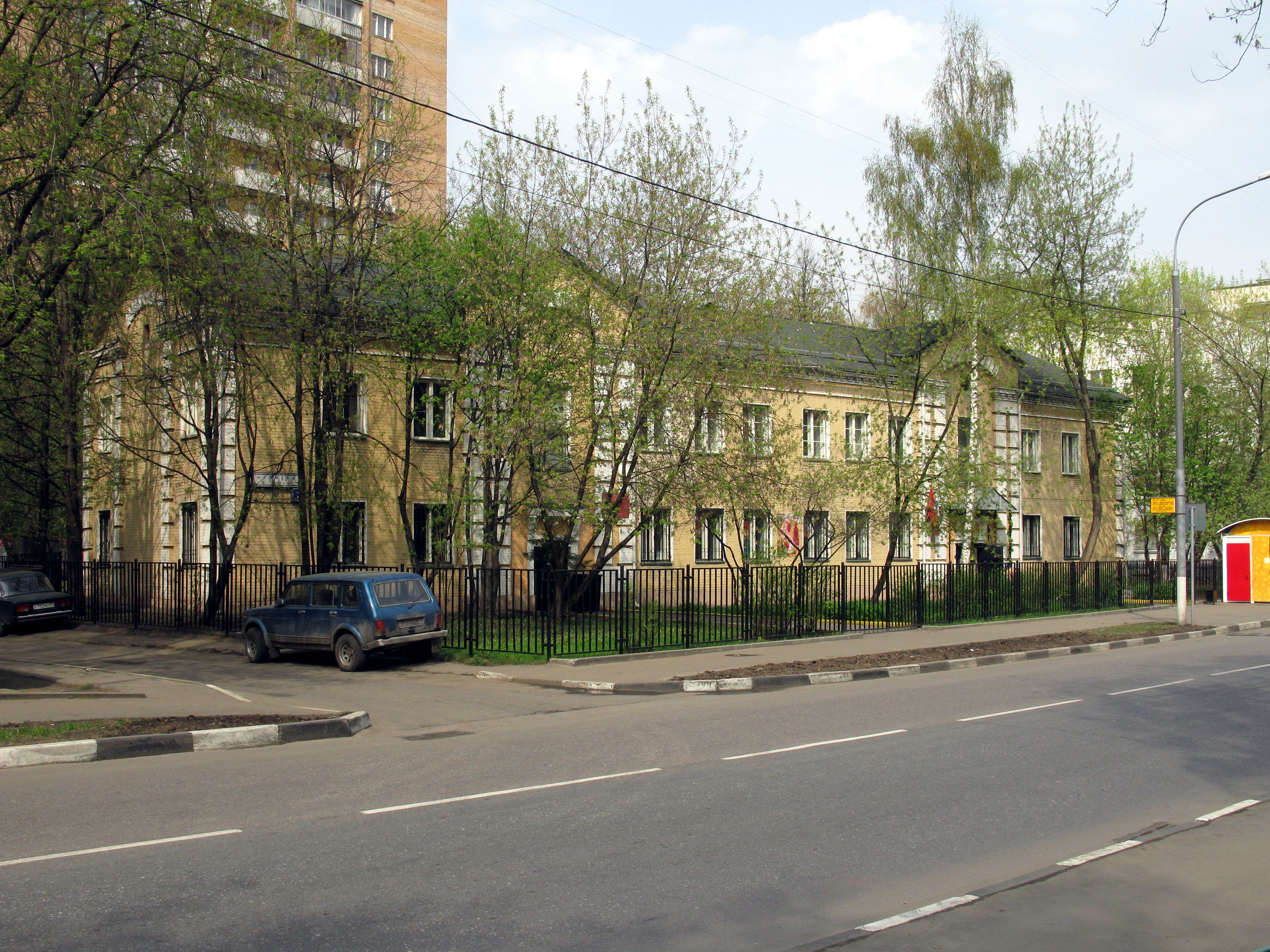
Детская музыкальная школа имени М. Л. Ростроповича (Чусовская улица, д. 7, к. 1)

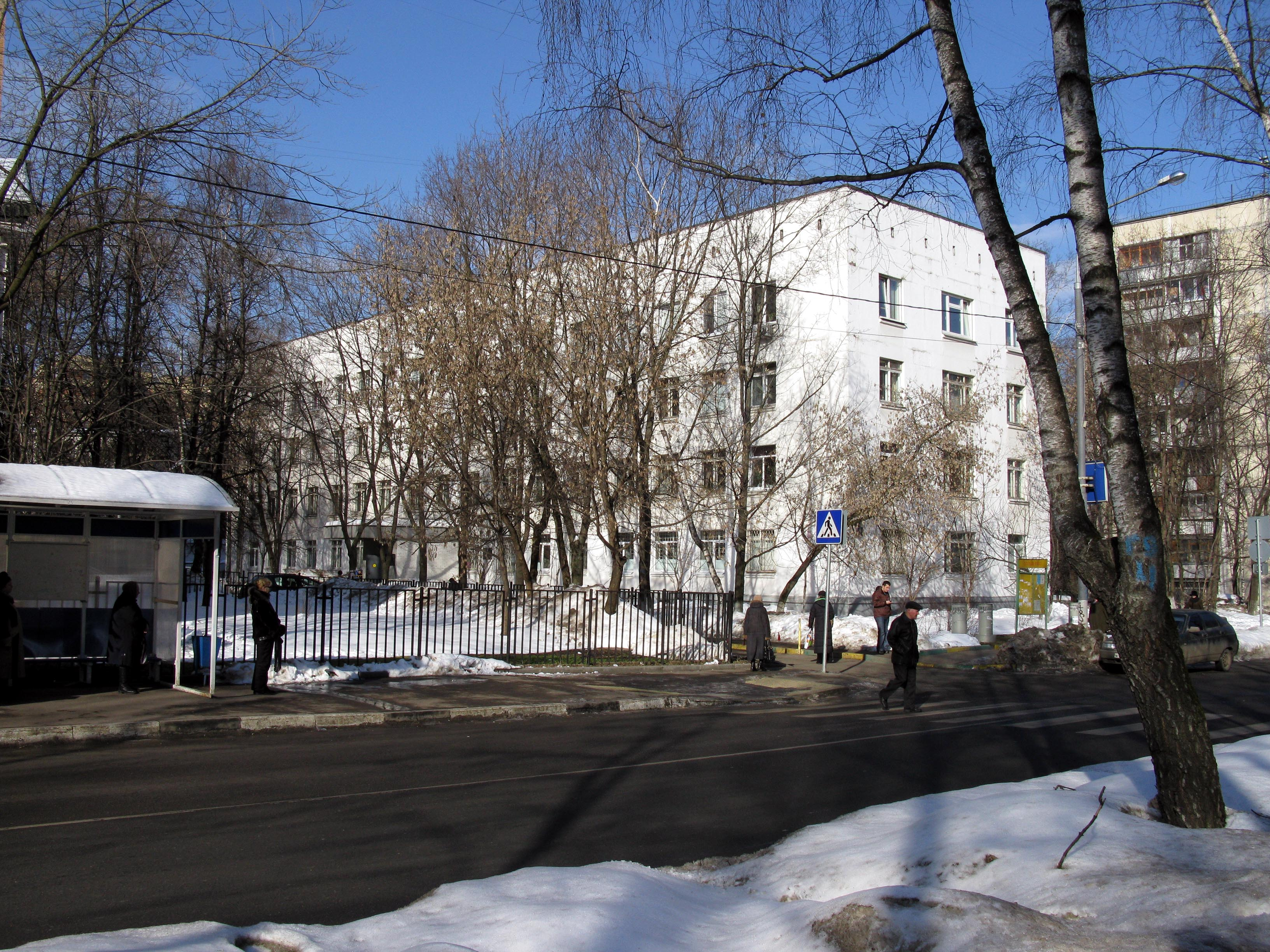
Городская поликлиника № 87 (Чусовская улица, д. 9)

- д. 7, к. 1 — Детская музыкальная школа имени М. Л. Ростроповича
- д. 9 — городская поликлиника № 191 филиал №1 (бывшая поликлиника №87) (на данный момент закрыта на реставрацию)

По чётной стороне:

## Транспорт

### Автобус
- 171: от Щёлковского шоссе до Байкальской улицы и обратно.

### Метро
- Станция метро «Щёлковская» Арбатско-Покровской линии — юго-западнее улицы, на пересечении Щёлковского шоссе с Уральской и 9-й Парковой улицами